# Actinostella variabilis
Actinostella variabilis is een zeeanemonensoort uit de familie Actiniidae. De anemoon komt uit het geslacht Actinostella. Actinostella variabilis werd in 1911 voor het eerst wetenschappelijk beschreven door Hargitt. 